# Surano
Surano est une commune italienne de la province de Lecce, dans la région des Pouilles.

## Administration
| Période                                  | Période  | Identité                | Étiquette       | Qualité |
| ---------------------------------------- | -------- | ----------------------- | --------------- | ------- |
| 26/05/2019                               | En cours | Salvatore Fernando Puce | (liste civique) |         |
| Les données manquantes sont à compléter. |          |                         |                 |         |

### Communes limitrophes
Andrano, Montesano Salentino, Nociglia, Poggiardo, Spongano.